# Поуп, Рози
Ро́зи По́уп (англ. Rosie Pope; 1 января 1980, Лондон, Англия, Великобритания) —  американский модельер, фотомодель, танцовщица и телевизионная персона. Наиболее известна как участница документального телесериала «Pregnant in Heels» (2011—2012).

## Биография
Рози Поуп родилась 1 января 1980 года в Лондоне (Англия, Великобритания) и её родители развелись, когда она была ребёнком. 6 июля 2012 года Рози получила гражданство США, прожив в стране последние 14 лет.

## Личная жизнь
С 13 июля 2006 года Рози замужем за бизнесменом Дэроном Поупом. У супругов есть четверо детей: два сына, Джеймс Родерик Поуп (род. в сентябре 2008) и Уэллингтон Рид Поуп (род.05.02.2011), и двое дочерей — Вивьенн Мэдисон Поуп (род.13.05.2012) и Бриджет Монро Поуп (род.06.03.2014).